# Karimnagar
Karimnagar est une ville indienne située dans le district de Karimnagar dans l’État du Télangana. En 2011, sa population était de 261 185 habitants.

## Source de la traduction
- (en) Cet article est partiellement ou en totalité issu de l’article de Wikipédia en anglais intitulé « Karimnagar » (voir la liste des auteurs).